# Gieorgij Plechanow
Gieorgij Walentynowicz Plechanow pseudonimy: N. Bieltow, A. Kirsanow, A. Wołgin, N. Kamienski, N, Andrejewicz (ur. 29 listopada?/11 grudnia 1856 w Gudałowce koło Lipiecka, zm. 30 maja 1918 w Terijokach) – rosyjski publicysta, filozof, rewolucjonista, działacz SDPRR, po rozłamie we frakcji mienszewików jako jeden z jej długoletnich przywódców, teoretyk marksizmu. W 1921 r. Włodzimierz Lenin podkreślał konieczność studiowania wszystkich prac filozoficznych Plechanowa i uważał je za najlepsze w całej literaturze marksistowskiej z okresu II Międzynarodówki.

## Życiorys
Urodził się w rodzinie szlacheckiej. Ukończył gimnazjum wojskowe w Woroneżu. W 1873 wyjechał do Petersburga. Jesienią 1874 został przyjęty do Petersburskiego Instytutu Górniczego, który w 1876, jako uczestnik ruchu rewolucyjnego, zmuszony był opuścić. W latach młodzieńczych Plechanow był zwolennikiem materializmu i rewolucyjnego demokratyzmu Nikołaja Czernyszewskiego. Następnie znajdował się pod wpływem narodnickich poglądów Ławrowa i Bakunina. Od 1875 był aktywnym rewolucjonistą w organizacji narodników . Uczestniczył w pracach propagandowych wśród robotników. Był uczestnikiem demonstracji przed soborem Kazańskiej Ikony Matki Bożej w Petersburgu w grudniu 1876 r., gdzie występował przeciw samodzierżawiu. Po rozbiciu organizacji Ziemla i Wola w 1879 został jednym z przywódców rewolucyjnych narodników – grupy Czornyj Pieriedieł – Czarny Podział. Prześladowany przez władze rosyjskie od stycznia 1880 do rewolucji lutowej 1917 przebywał na emigracji w Szwajcarii, Włoszech, Francji i innych krajach Europy Zachodniej, m.in. w Paryżu i Genewie, gdzie zapoznał się z dziełami Karola Marksa oraz Fryderyka Engelsa i porzucił idee narodnickie. W roku 1883 założył w Szwajcarii pierwszą marksistowską organizację rosyjską Wyzwolenie Pracy (ros. Освобождение труда).
W latach 90. XIX wieku krytykował ideologię narodnictwa, poglądy tzw. ekonomistów oraz legalny marksizm w publikacjach w Die Neue Zeit oraz w licznych swoich pracach. W latach 1901–1902 wystąpił przeciwko legalnemu marksizmowi Struwego i wykazywał, że postęp społeczny dokonuje się — wbrew twierdzeniom Struwego — nie drogą łagodzenia sprzeczności społecznych, lecz drogą walki klasowej, natomiast ideały legalnych marksistów nie wykraczają poza ciągłe łatanie dziur społeczeństwa kapitalistycznego.
Był współtwórcą SDPRR, współpracował z Leninem. W latach 1900–1903 zasiadał w kolegium redakcyjnym „Iskry”, a w latach był 1903-1905 jej redaktorem naczelnym. W 1903 nie poparł Lenina i bolszewików na II zjeździe Socjaldemokratycznej Partii Robotniczej Rosji w Brukseli, przyłączając się do frakcji mienszewików i stając się na wiele lat jednym z jej przywódców. Przejął redakcję Iskry, którą wydawał jako redaktor naczelny i kolportował bezdebitowo w Imperium Rosyjskim do października 1905, gdy w związku z manifestem październikowym Mikołaja II i likwidacją cenzury pismo zawiesiło działalność.
W czasie I wojny światowej opowiedział się po stronie państw Ententy. Po obaleniu caratu Plechanow powrócił 31 marca 1917 do Rosji i został wybrany do Komitetu Wykonawczego Piotrogrodzkiej Rady Delegatów Robotniczych i Żołnierskich. Wydawał w Piotrogrodzie gazetę Jedność (ros. Единство) i publikował w niej. Był zwolennikiem Rządu Tymczasowego i przeciwnikiem tez kwietniowych Lenina. Do przewrotu bolszewickiego odniósł się krytycznie, uważając, że Rosja nie jest przygotowana do przekształceń socjalistycznych. W styczniu 1918 Единство zostało zamknięte przez bolszewików.
Najbardziej znaną socjopolityczną publikacją Plechanowa jest obszerna Historia rosyjskiej myśli społecznej (wyd. m.in. w Polsce w 1966 r. w wyborze).
Pochowany został na Cmentarzu Wołkowskim w Sankt Petersburgu.

## Walka przeciwko teoriom narodników
W latach 1882–1883 Plechanow przeszedł na pozycje marksizmu. W pierwszych marksistowskich pracach Plechanowa: Socjalizm i walka polityczna (1883), Nasze rozbieżności (1885) i in., zawarta jest ostra krytyka ideologii narodników. Szczególnie znaczenie dla rozwoju jego poglądów miała walka ideologiczna przeciwko narodnickiej idealistyczno-subiektywistycznej teorii „bohaterów” i „tłumu”. Obalając te idealistyczne poglądy narodników i polemizując z ich oceną filozofii marksistowskiej jako prowadzącej do „obojętnej kontemplacji” rzeczywistości, Plechanow wykazywał, że teoria marksistowska stwarza najszersze pole dla świadomej działalności przodujących sił społeczeństwa, dla obalenia caratu, a następnie dla zwycięstwa rewolucji socjalistycznej.

## Prace

### Dzieła Plechanowa
- Fiłosofsko-litieraturnoje nasledie Plechanowa, t. 1-3, Moskwa 1973–1974;
- Izbrannyje fiłosofskije proizwiedienija, t. 1-8, Moskwa 1934;
- Izbrannyje fiłosofskije proizwiedienija, t. 1-5, Moskwa 1956–1958;
- Soczinienija, t. I-XXIV, Moskwa 1923–1928.

### W języku polskim
- Historia rosyjskiej myśli społecznej (Wybór), t. I-III, Warszawa 1966–1967;
- O literaturze i sztuce, Warszawa 1950;
- O materialistycznym pojmowaniu dziejów, Warszawa 1949;
- O roli jednostki w historii, Warszawa 1947;
- Pisma wybrane, Warszawa 1959;
- Podstawowe zagadnienia marksizmu, Warszawa 1946;
- Przeciw rewizjonizmowi, Warszawa 1958;
- Przyczynek do zagadnienia rozwoju monistycznego pojmowania dziejów, Warszawa 1949;
- Przyczynki do historii materializmu, Warszawa 1950;
- Wybór pism filozoficznych, Warszawa 1951.

### Ważniejsze opracowania
- Wiera Aleksandrowna Fomina, Filozoficzne poglądy Plechanowa, Warszawa 1957;
- Zygmunt Łukawski, Jerzy Plechanow, Warszawa 1970;
- Ruta Światło, Plechanow, Warszawa 1979;
- Andrzej Walicki, wstęp do: Historia rosyjskiej myśli filozoficznej, Warszawa 1966.